# Rontalon
Rontalon – miejscowość i gmina we Francji, w regionie Owernia-Rodan-Alpy, w departamencie Rodan.
Według danych na rok 1990 gminę zamieszkiwało 717 osób, a gęstość zaludnienia wynosiła 57 osób/km² (wśród 2880 gmin regionu Rodan-Alpy Rontalon plasuje się na 967. miejscu pod względem liczby ludności, natomiast pod względem powierzchni na miejscu 933.).